# りょかち
りょかち（1992年8月7日 - ）は日本の文筆家・ライター・コラムニスト・脚本家。
現在では、若者やインターネット文化について幅広く執筆するほか、企業のコピーライティング制作なども行う。

## 活動・来歴
京都府出身。神戸大学卒業。学生時代より、ライターとして各種WEBメディアで執筆。
朝日新聞、幻冬舎、宣伝会議（アドタイ）などで記事の連載も。 また、2021年8月より約1年間 キャリアSNS YOUTRUST が運営する、「ユートラ編集部」にて初代編集長を務めた。

## 著書
- インカメ越しのネット世界（幻冬舎、2017年5月26日）[3]
- 恋が生まれたこの街で（KADOKAWA、2022年1月26日）[4]

## エッセイ連載
- Agenda note│SNS・消費行動から見えてくるアラサー女子のココロ
- おかねチップス│りょかちのお金のハナシ
- 日経Woman│ミレニアルなわたしたちはもがいている
- 朝日新聞デジタルマガジン＆（and）│オトナたちに捧げる、現代インターネットのススメ。
- 幻冬舎Plus│インカメ越しのネット世界

## シナリオ・原作・小説
- 東京メトロ instagram 東京デートストーリー（ショートストーリー）
- Podcast│mybestbooks（シナリオ執筆、MC）
- スナックミー アドベントカレンダー2020（ショートストーリー）
- アーユルタイム（ショートストーリー）

## 出演
- Audible：The Reading List 〜未来に残るビジネス名著〜
- Podcast：本の紹介 マイ・ベスト・ブックス
- Podcast：りっちゃ・りょかちのやいやいラジオ

## 執筆実績
- エッセイ：FRaU、SUUMOタウン、現代ビジネス、BUSINESS INSIDER、サイボウズ式、telling,、WORK MILL、Lidea、DRESS、ten-navi
- インタビュー：ユートラ編集部、Withnews、朝日新聞デジタルマガジン＆（and）、FastGrow